# Hisingen Setentrional
Norra Hisingen foi uma das freguesias administrativas da cidade sueca de Gotemburgo no período 2011-2020.
As "freguesias administrativas" cessaram de existir em 1 de janeiro de 2021, tendo as suas funções sido centralizadas em 6 "administrações municipais" (fackförvaltningar).

Tinha uma área de 101,4 km2 e uma população de 48 224 habitantes (2015).

Era um subúrbio da cidade, situado na parte oriental da ilha de Hisingen, abrangendo os bairros de Backa, Brunnsbo, Kärra, Rödbo, Skogome, Skälltorp, Säve e Tuve. 

Substituiu - a partir de 2011 - as anteriores freguesias de Backa, Kärra-Rödbo e Tuve-Säve.